# El Carmen kommun, Colombia
El Carmen är en kommun i Colombia.   Den ligger i departementet Norte de Santander, i den norra delen av landet, 500 km norr om huvudstaden Bogotá. Antalet invånare är 16 377.